# Paralineus elisabethae
Paralineus elisabethae är en djurart som tillhör fylumet slemmaskar, och som beskrevs av Schütz 1911. Paralineus elisabethae ingår i släktet Paralineus och familjen Lineidae. Inga underarter finns listade i Catalogue of Life.